# Crocinoboletus
Crocinoboletus is een geslacht van schimmels behorend tot de familie Boletaceae. De typesoort is Crocinoboletus rufoaureus. De vruchtlichamen hebben een intens oranje kleur, die afkomstig is van boletocrocin en ze komen voor in Oost-Azië en Zuid-Azië.

## Soorten
Volgens Index Fungorum bevat het geslacht drie soorten (peildatum augustus 2023):
| Soortnaam                  | Auteur(s)                                  | Publicatiejaar |
| -------------------------- | ------------------------------------------ | -------------- |
| Crocinoboletus laetissimus | (Hongo) N.K. Zeng, Zhu L. Yang & G. Wu     | 2014           |
| Crocinoboletus pinetorum   | N.K. Zeng, L.L.Wu, Zhi Q. Liang & S. Jiang | 2019           |
| Crocinoboletus rufoaureus  | (Massee) N.K. Zeng, Zhu L. Yang & G. Wu    | 2014           |